# Riccardia inconspicua
Riccardia inconspicua là một loài rêu trong họ Aneuraceae. Loài này được Reeb & Bardat mô tả khoa học đầu tiên năm 2014.